# المؤتمر العالمي للدين والسلام
المؤتمر العالمي للدين والسلام، (بالإنجليزية: World Conference on Religion and Peace)‏، هو ائتلاف دولي لممثلي الأديان العالمية، مكرس لتعزيز السلام، تأسس في عام 1970.
يقع المقر الرئيسي، في مدينة نيويورك، مع مكاتب إقليمية في أوروبا، وآسيا، والشرق الأوسط، وأفريقيا، والأمريكتين. يتمتع المؤتمر العالمي للدين والسلام، بمركز استشاري، لدى المجلس الاقتصادي والاجتماعي للأمم المتحدة، واليونسكو، واليونيسيف.
اعتبارًا من أغسطس 2019، أصبحت عزة كرم، هي الأمينة العامة الجديدة، خلفا لوليام فراي فندلي.
عُقد المؤتمر العالمي الأول في كيوتو، اليابان، من 16-21 أكتوبر 1970، وعُقدت الجمعية العالمية الثانية في لوفان ببلجيكا عام 1974، والثالث في برينستون، نيو جيرسي، الولايات المتحدة، والرابع في نيروبي، كينيا، في عام 1984.
والمؤتمر الخامس، في ملبورن، أستراليا في عام 1989، والسادس في ريفا ديل غاردا، إيطاليا في 1994، والسابع في عمان، الأردن في 1999، والثامن في كيوتو، اليابان في 2006، الجمعية العالمية التاسعة في فيينا، النمسا، والعاشر في لينداو، ألمانيا.
في عام 2020 مُنحت جائزة (Sunhak للسلام) للرئيس السنغالي ماكي سال، والأسقف منيب يونان، من المؤتمر العالمي للدين والسلام.